# Letheobia caeca
Espèce
Synonymes
- Onychocephalus caecus Duméril, 1856
- Typhlops caecus (Duméril, 1856)
- Rhinotyphlops caecus (Duméril, 1856)

Letheobia caeca est une espèce de serpents de la famille des Typhlopidae. 

## Répartition
Cette espèce se rencontre dans l'Ouest, le centre et l'Est de la République démocratique du Congo, en République du Congo, au Gabon, au Cameroun, au Ghana et au Sierra Leone.

## Publication originale
- Duméril, 1856 : Note sur les reptiles du Gabon. Revue et Magasin de Zoologie Pure et Appliquée, Paris, sér. 2, vol. 8, p. 369-377, 417–424, 460–470 & 553–562 (texte intégral).